# آندرش سلسیوس
آندش سلسیوس (به سوئدی: Anders Celsius) ‏ (زادهٔ ۲۷ نوامبر ۱۷۰۱ - درگذشتهٔ ۲۵ آوریل ۱۷۴۴) در خانوادهٔ تحصیل‌کرده‌ای به دنیا آمد. پدر و پدربزرگش ریاضیدان بودند. وی به مطالعهٔ نجوم و ستارگان بسیار علاقه‌مند بود، در سال ۱۷۳۰ میلادی استاد نجوم دانشگاه اوپسالا شد و به سرپرستی رصدخانهٔ بزرگ آن شهر منصوب شد. او در این رصدخانه به پاره‌ای از تحقیقات همت گماشت.
او در سال ۱۷۴۲، که دماسنج سلسیوس عرضه شد، ابتدا نقطهٔ جوش آب را صفر و نقطهٔ انجماد آب را ۱۰۰ تعیین کرد، اما سال بعد این روش را معکوس کرد، و این همان درجه‌بندی‌ای است که در درجه‌بندی سلسیوس یا سانتیگراد یا صدبخشی معروف است. در سال ۱۹۴۸ به‌طور رسمی این درجه‌بندی مورد پذیرش جهانی قرار گرفت.